# António Domingues
António Pimentel Domingues  (Lisboa, 1 de Novembro de 1921 — Lisboa, 14 de Agosto de 2004) foi um pintor e ilustrador português.

## Biografia / Obra

António Domingues, Alda do Espírito Santo, 1952, tinta-da-china

Filho do escritor Mário Domingues, António Pimentel Domingues nasceu a 1 de Novembro de 1921 em Lisboa. Estudou na Escola de Artes Decorativas António Arroio, onde chegou a lecionar, anos mais tarde.  Enquanto estudava, trabalhou numa empresa de litografia, onde se especializou em artes gráficas. Frequentou as tertúlias do Café Hermínios, na Avenida Almirante Reis, Lisboa.
Influenciados pelo movimento francês, que estendeu-se por diferentes artes, da pintura à literatura, Domingues, Mário Cesariny, Cruzeiro Seixas, juntamente, com outros artistas fundaram o Movimento Surrealista Português em 1940. O movimento francês, por sua vez, congregou figuras como António Pedro, Alexandre O'Neill, Marcelino Vespeira, José-Augusto França ou Mário-Henrique Letria. O artista também foi, desde 1946, militante do Partido Comunista Português.
António Domingues foi político anarco-sindicalista, chefe de redação do Diário “A Batalha”, e sócio e periodista da Editorial Globo. Entregou-se à luta político-partidária, deixou alguns poemas e uma contribuição no grande cadavre-exquis de 1948, exposto na primeira exposição do Grupo Surrealista de Lisboa.  Na década de 1940 alistou-se no Partido Comunista Português, então na clandestinidade. À data da sua morte era membro da Célula das Artes Plásticas do Sector Intelectual de Lisboa e colaborador de iniciativas do PCP com destaque para a Festa do Avante! e a sua Bienal de Artes Plásticas.
Entre as exposições individuais estão: em 1977 a Exposição Retrospectiva, apresentado no Museu Nacional da Natureza e, em 1986 a União dos Escritores Angolanos, ambas em Luanda, Angola. Em 1994, expôs na Biblioteca Municipal Camões e em 1996 no Clube dos Jornalistas, em Lisboa.
Artista de raiz africana, António Domingues chegou a expor em Angola, Espanha, ex-URSS e na antiga RDA. Sua obra de destaque foi a série de desenhos "Lendas de Timor". Ainda que exista registros de um de seus quadros na série "Cadavres Exquis" (Cadáveres Esquisitos), no Centro de Arte Moderna da Fundação Calouste Gulbenkian, em Lisboa, muitas obras do autor estão dispersas por colecionadores pelo mundo. Foi destaque por várias vezes ao ilustrar obras literárias.
Ligado de início ao neorrealismo, viria a ser um dos membros fundadores do Grupo Surrealista de Lisboa (juntamente com Vespeira, Fernando Azevedo, João Moniz Pereira, Mário Cesariny, Alexandre O'Neill ou José-Augusto França). Afasta-se antes da primeira e única exposição do grupo (1949), na qual participa apenas através de uma obra coletiva, um Cadavre Exquis que realiza de parceria com Fernando Azevedo, António Pedro, Vespeira e Moniz Pereira (coleção do CAM, Fundação Calouste Gulbenkian, Lisboa).  Irá experimentar a abstração para regressar, cerca de 1953, à ortodoxia neorrealista.
No dia 14 de agosto de 2004, aos 84 anos, António Domingues faleceu. Ele deixou uma autobiografia, publicada, em 1986, pelo jornal "Diário". Teve atividade como ilustrador. Expôs individualmente e participou em inúmeras mostras coletivas, nomeadamente nas Exposições Gerais de Artes Plásticas (SNBA, Lisboa).